# 전류

전류(電流, electric current)는 전하의 흐름으로, 단위 시간 동안에 흐른 전하의 양으로 정의된다. 전하의 흐름은 전선과 같은 도체, 전해질의 특성을 갖는 이온, 플라스마 등에서 일어난다.
전류의 SI 단위는 암페어로 1 암페어는 1 초 당 1 쿨롱의 전하가 흐르는 것을 뜻한다. 암페어는 기호 A로 표기한다.

## 정의와 단위
전류는 일정 시간 동안 흐른 전하량의 비율로 정의된다.
{\displaystyle I={dQ \over dt}}
 I-전류, Q-전하, t-시간
전류의 SI 단위는 암페어이고 기호 A로 표기한다. 1 암페어는 1 초에 1 쿨롱의 전하가 흐른 것을 뜻한다.
{\displaystyle A={C \over s}}
 A-암페어, C-쿨롱, s-초
 mA-밀리암페어, µA-마이크로암페어, nA-나노암페어

## 종류와 밀도
전류의 종류로는 도체에서 일어나는 전하의 흐름인 전도 전류와 진공관과 같은 것에서 일어나는 전하를 갖는 대전 입자의 흐름인 대류 전류가 있다. 전도 전류는 금속과 같은 도체에서 원자는 물체의 결합구조를 유지한채 전자의 이동만으로 이루어지는 전류인 반면, 대류 전류는 대전 입자 자체가 이동하여 일어나는 전류이다. 대류 전류는 전도 전류와 달리 옴의 법칙을 따르지 않는다.
전류의 방향에 대해 수직인 단면에서 단위면적 당 전류의 세기를 전류밀도라고 한다. SI 단위는 제곱미터 당 암페어(A/m²)이다. 정의에 따라서 전류와 전류밀도 사이에는 다음과 같은 관계가 성립한다.
{\displaystyle I=\mathbf {J} \cdot \mathbf {A} }
 I-전류, J-전류밀도, A-전류가 흐르는 단면적
전류밀도는 전류의 종류에 따라 전도전류밀도와 대류전류밀도로 구분된다.

### 직류와 교류
도체에서 일어나는 전하의 흐름인 전도 전류는 한 방향으로 연속하여 흐르는 직류와 일정한 주기에 따라 전류의 방향이 바뀌는 교류로 구분된다. 직류와 교류의 전류 흐름이 다른 것은 전류를 만드는 방식의 차이 때문이다. 전지와 같이 일정한 전위차가 유지되는 전원에 연결된 전기회로는 양극에서 음극으로 지속적인 전류가 흐르게 된다. 한편, 교류는 발전기와 같은 것을 전원으로 한 전류이다. 현재 대부분의 가정에는 교류전원이 공급되나, 가전제품에는 주로 직류가 사용되기 때문에, 대부분의 전기 제품은 교류를 직류로 바꾸는 정류기를 사용하거나 둘 다 같이 사용할 수 있도록 되어 있는 경우가 많다.

## 앙페르의 법칙

전류와 자기장

전류가 흐르는 도선에는 오른쪽 그림과 같이 자기장이 형성되는데 이를 앙페르의 회로법칙이라고 한다. 앙페르의 회로법칙은 전자기역학의 성립에 큰 영향을 미쳤다.

## 옴의 법칙
직류 전기회로에서 전류의 세기는 전원의 전압과 회로의 전기저항에 의해 결정되어 전압의 크기에 비례하고 전기저항의 크기에 반비례한다. 이를 옴의 법칙이라 한다.
{\displaystyle I={E \over R}}
 I-전류, E-기전력(전압), R-전기저항
한편 교류에서는 전기저항 대신 다음의 식과 같이 임피던스가 전류의 세기에 관계한다. 따라서, 비록 저항이 직접 관여하지는 않지만 교류에서도 여전히 옴의 법칙이 성립한다고 할 수 있다.
{\displaystyle I={E \over Z}}
 I-전류, E-기전력(전압), Z-임피던스

## 전류의 방향
전기회로에서 실제 전자의 흐름은 음극(-)에서 양극(+)으로 진행한다. 그러나, 최초 정의한 전류의 흐름은 실제 전자의 운동과 다르게 양극(+)에서 음극(-)인 양전하의 흐름으로 알려졌다. 이처럼 실제 전류가 흐르는 방향이 정반대로 정의한 까닭은 전류의 흐름을 발견할 당시 과학자들이 전자의 존재를 몰랐기 때문이다. 정공, 양이온처럼 양전하의 이동으로 말미암아 발생한 전류의 방향은 양전자의 이동 방향과 같은데, 양전하가 이동할 때나 음전하가 이동할 때 만들어진 전류에 현상적인 차이는 없으므로 옛부터 전류의 방향을 양전하의 흐름으로 통일하였다.
1830년대 마이클 패러데이는 아래 그림처럼 전해전도 실험을 하였다.
패러데이는 이 실험을 통해 전해질의 전도를 통해 축적한 은의 양을 측정하여 전류의 이동을 입증하였으며, 현대 SI 단위를 정의하기 전까지 전류의 단위 1 암페어는 "1초 동안 0.001118 그램의 은을 축적한 전류의 세기"로 정의했었다. 또한, 패러데이는 계속하여 새로운 은 원자를 제공하는 은막대를 양극(anode), 은 원자가 축적되는 강철 쪽을 음극(Cathode)로 정의하고 전류가 양극에서 음극으로 흐른다고 보았다. 이때문에 전류가 실제로는 전자의 흐름이라는 게 밝혀진 오늘날에도 전류의 방향은 실제 전자의 운동과는 반대로 여전히 양극에서 음극으로 흐른다고 정의한다.

## 같이 보기
- 전류밀도
- 교류
- 직류
- 전자기 유도
- 전압
- 전력
- 저항
- 마찰전기
- 옴의법칙
- 감전